# Christopher Georg von Wallmoden
Christopher Georg von Wallmoden (6. juni 1730 på godset Wallmoden i Braunschweig – 23. oktober 1793) var en dansk godsejer og amtmand.
Han fødtes på godset Wallmoden og var søn af brunsvigsk major Hans (Johann) Georg von Wallmoden (1688–1733) og Sophia Lucretia von Zühlen (ca. 1700–1776 Slesvig). Han kom 1744 til Danmark og indtrådte i dansk tjeneste som page hos kronprinsen, blev 1755 hofjunker, 1758 kammerjunker, 1768 kammerherre og blev 5. maj 1777 hvid ridder. Wallmoden var amtmand over Nykøbing Amt fra 1772 indtil 1793 og var tillige amtmand over Møn Amt 1773-83. 1790 fik han gehejmerådstitlen og døde 23. oktober 1793.
Han ægtede 9. november 1759 Cathrine Margrethe Lehn (18. januar 1731 – 4. november 1788), datter af godsejer Abraham Lehn. Med hende fik han godserne Fuglsang og Priorskov. Begge hviler i Toreby Kirke. Wallmodens slægt uddøde her i landet på mandssiden med hans søn Frederik von Wallmoden (død 1823).
| Efterfulgte: Frederik Christian von Møsting | Amtmand over Nykøbing Amt 25. juni 1772 - 23. oktober 1793 | Efterfulgtes af: Antoine de Bosc de la Calmette |
| Efterfulgte: Ludvig Christian Oertz         | Amtmand over Møn Amt 29. marts 1773 - 13. januar 1783      | Efterfulgtes af: Antoine de Bosc de la Calmette |